# Barrow-in-Furness
Barrow-in-Furness ist eine Stadt in der Grafschaft Cumbria im Nordwesten Englands. Sie ist der Hauptort des Borough of Barrow-in-Furness und zählt rund 71.980 Einwohner (2001). Die Hafenstadt, die früher zur Grafschaft Lancashire gehörte, zählt zu den bedeutenden Industriezentren des Vereinigten Königreiches. Um 1850 war Barrow-in-Furness noch ein kleines Dorf und wuchs innerhalb von 20 Jahren um ein Vielfaches. Es besaß zeitweise das größte Stahlwerk der Welt und entwickelte sich zu einem Zentrum des Schiffbaus. Der Hafen von Barrow ist deswegen auch heute noch von großer Bedeutung.
Die Stadt liegt an der Morecambe Bay gegenüber von Walney Island. Die Stadt ist mit der vorgelagerten Insel durch die Jubilee Bridge verbunden, eine Klappbrücke. Im Nordosten liegt der Lake District.

## Geschichte

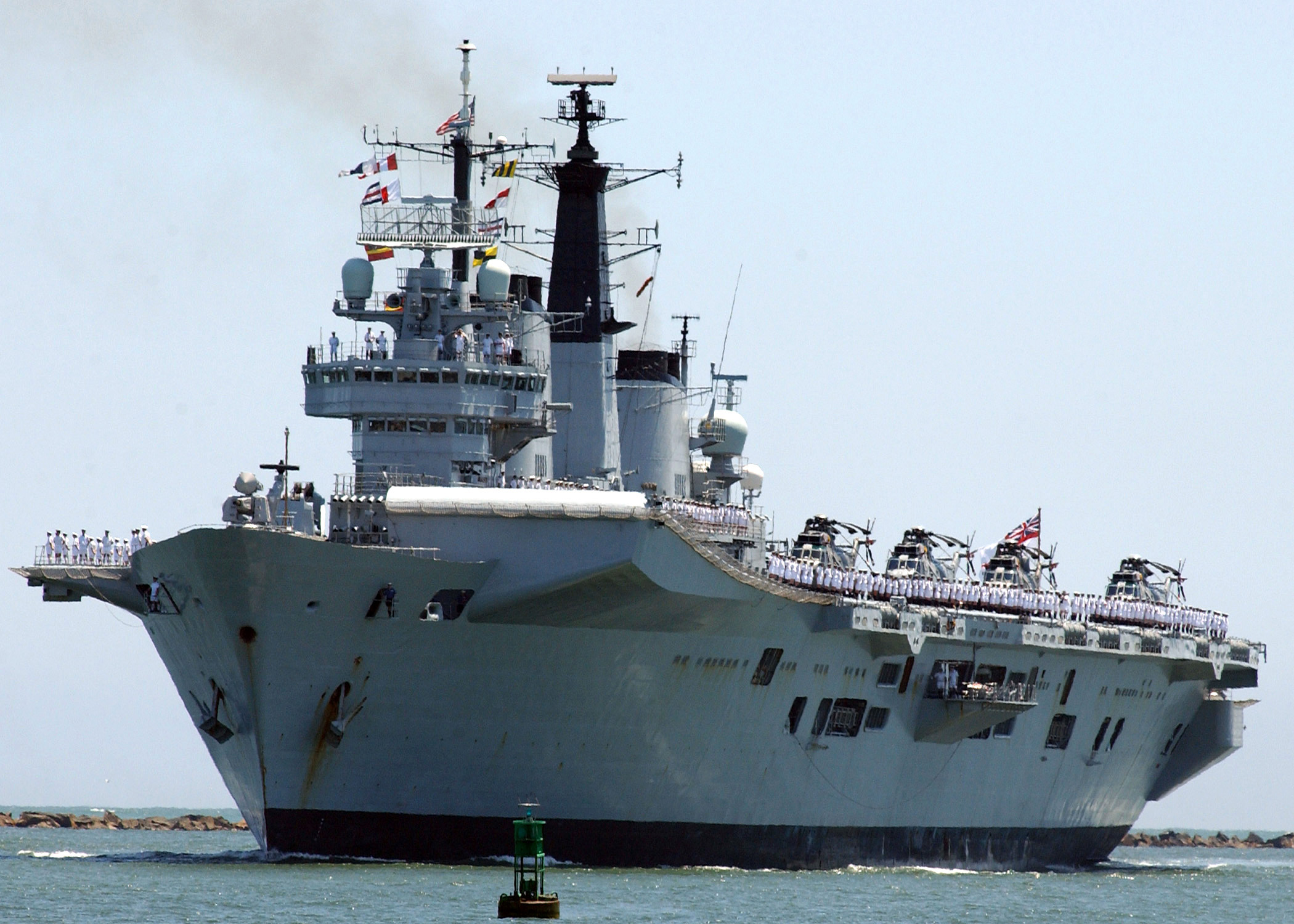
Die Invincible wurde in Barrow gebaut

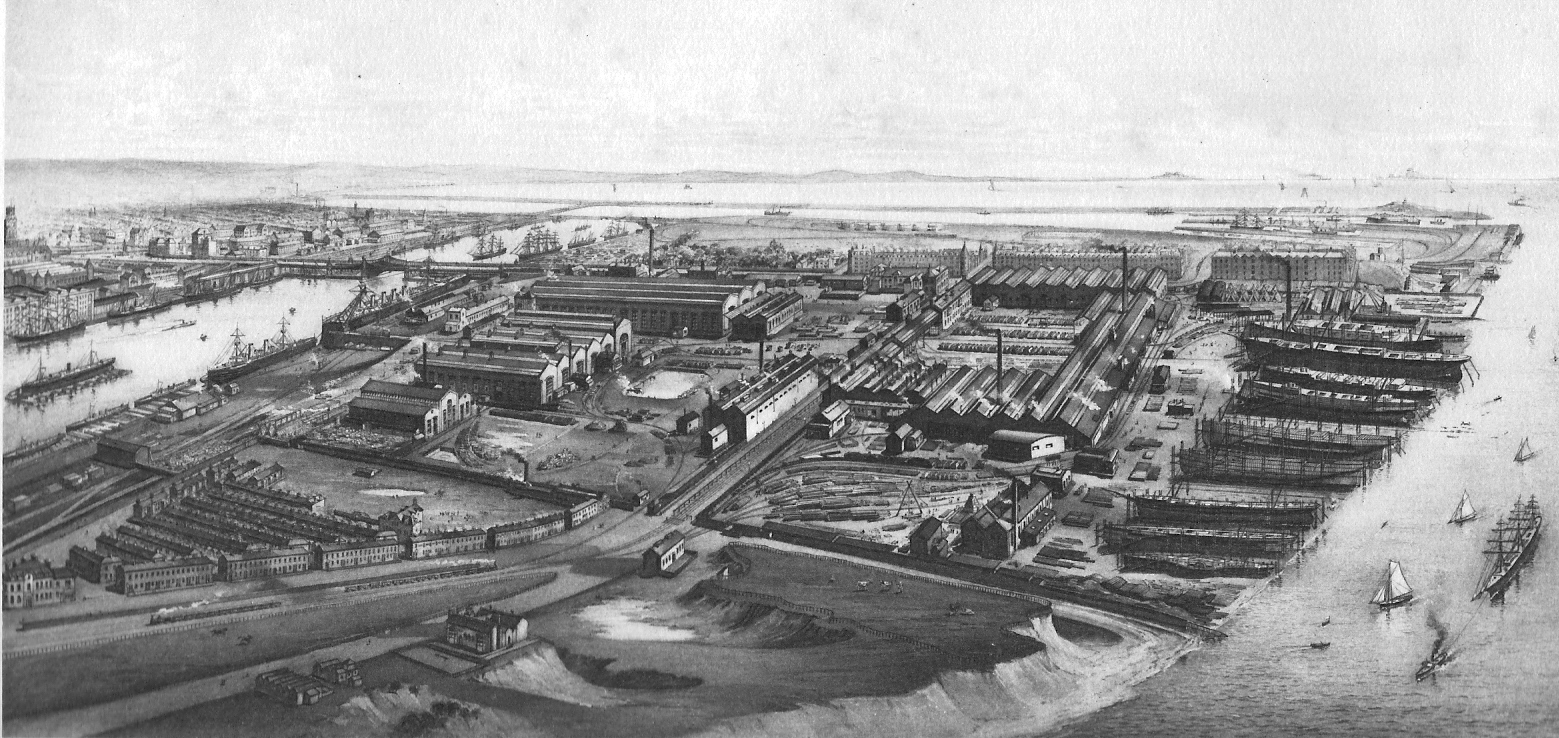
Werftgelände um 1890

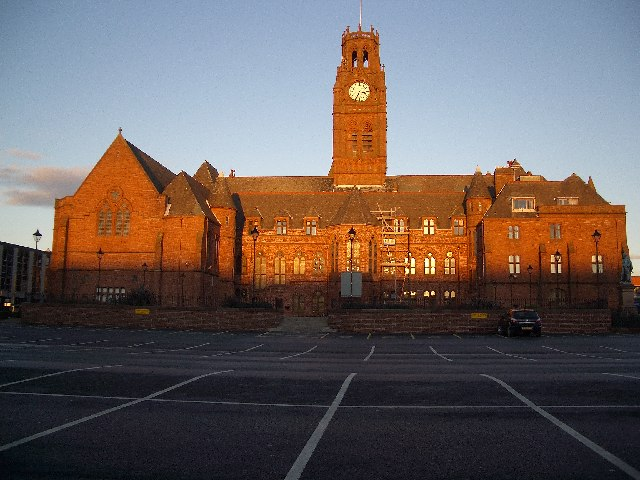
Rathaus

Der Name Barrow ist vermutlich eine Verfälschung eines altnordischen Begriffs, der für eine kahle Insel steht. Damit ist wohl die Insel Barrow Island gemeint, die heute einen Teil der Docks bildet. Eine zweite Theorie besagt, dass der Name vom altnordischen barrey (= Barr Island) abgeleitet ist, wobei barr der ursprünglich keltische Name ist und Vorgebirge bedeutet.
Während des Mittelalters wurde die Gegend von den mächtigen Mönchen dominiert, die in der Abtei Furness Abbey lebten, in unmittelbarer Nachbarschaft zur modernen Stadt Barrow. Bis 1845 war Barrow lediglich eines von mehreren kleinen Dörfern auf der Halbinsel Furness in der historischen Grafschaft Lancashire, die wenigen hundert Bewohner lebten von der Landwirtschaft und vom Fischfang. Das Dorf war nur schlecht erreichbar, da die Halbinsel auf drei Seiten von den tückischen Untiefen der Morecambe Bay und der Mündung des Flusses Duddon umgeben ist, auf der vierten Seite von den Bergen des Lake District.
Dies änderte sich 1846 mit dem Bau der Furness Railway und der Einrichtung einer Eisenbahnfähre nach Fleetwood, wo Anschluss an das übrige Eisenbahnnetz bestand; ab 1854 war eine durchgehende Verbindung vorhanden. Dank des Abbaus von Eisenerz in den zahlreichen Minen wuchs das beschauliche kleine Dorf innerhalb weniger Jahre zu einer Stadt an. Im Jahr 1881 zählte Barrow-in-Furness bereits 47.000 Einwohner. Die Stadt erhielt 1867 den Status eines Municipal Borough und 1889 eines County Borough.
Barrow-in-Furness ist eine der wenigen Planstädte Englands. Die rechtwinklig angelegten, von Bäumen gesäumten Straßen werden von stattlichen Reihenhäusern gesäumt. Der Bebauungsplan geht weitgehend auf James Ramsden zurück, einem Industriellen und Mitbesitzer der Furness Railway. Die Docks wurden auf Barrow Island errichtet und 1870 lief das erste Dampfschiff vom Stapel. Ende des 19. Jahrhunderts besaß die Eisenbahngesellschaft die im gotischen Stil erbaute Stadthalle, Teile der Werft und ausgedehnte Wohngebiete. 1931 erreichte die Einwohnerzahl mit 74.000 ihren Höchststand.
Seit 1985 werden die Erdgasvorkommen in der Morecambe Bay und in der Irischen See ausgebeutet und nach Barrow-in-Furness gepumpt. Dort wird das Gas an das nationale Verteilernetz weitergeleitet. Das Ende des Kalten Krieges hatte eine gesunkene Nachfrage bei Kriegsschiffen und U-Booten zur Folge. Die Stadt erlebte einen Niedergang; waren zu Beginn der 1980er Jahre noch über 20.000 Arbeiter in der Schiffswerft beschäftigt, so waren es im Jahr 2000 nur noch knapp 3000.
Am 30. Oktober 2024 kam es zu einem Brand auf dem Gelände der örtlichen Werft des Rüstungskonzerns BAE Systems, die der primäre Wartungsort der britischen Vanguard-U-Boote sowie Fertigungsort der nachfolgenden Dreadnought-Klasse ist.

## Klima
- Die höchste aufgezeichnete Temperatur: 33,3 °C (92 °F)
- Die niedrigste aufgezeichnete Temperatur: −11,1 °C (12 °F)

| Monat     | Durchschnittlicher Niederschlag |
| --------- | ------------------------------- |
| Januar    | 071,2                           |
| Februar   | 067,4                           |
| März      | 063,5                           |
| April     | 054,2                           |
| Mai       | 055,1                           |
| Juni      | 061,4                           |
| Juli      | 056,4                           |
| August    | 068,3                           |
| September | 086,1                           |
| Oktober   | 110,5                           |
| November  | 091,9                           |
| Dezember  | 085,3                           |

|           | Durchschnitt | Durchschnitt | Aufzeichnung | Aufzeichnung |
| Monat     | Minimum      | Maximum      | Minimum      | Maximum      |
| --------- | ------------ | ------------ | ------------ | ------------ |
| Januar    | 4 / 39,2     | 7 / 44,6     | −10 / 14     | 12,7 / 55    |
| Februar   | 4 / 39,2     | 8 / 46,4     | −8,9 / 16    | 13,9 / 57    |
| März      | 4 / 39,2     | 9 / 48,2     | −9,4 / 15    | 18,9 / 66    |
| April     | 6 / 42,8     | 12 / 53,6    | −4,4 / 24    | 22,2 / 72    |
| Mai       | 9 / 48,2     | 15 / 59      | −1,7 / 29    | 27,2 / 81    |
| Juni      | 10 / 50      | 19 / 66,2    | 2,2 / 36     | 31,1 / 88    |
| Juli      | 11 / 51,8    | 17 / 62,6    | 3,9 / 39     | 32,8 / 91    |
| August    | 13 / 55,4    | 19 / 66,2    | 2,8 / 37     | 33,3 / 92    |
| September | 12 / 53,6    | 17 / 62,6    | 0 / 32       | 26,7 / 80    |
| Oktober   | 9 / 48,2     | 14 / 57,2    | −5 / 23      | 23,3 / 74    |
| November  | 7 / 44,6     | 10 / 50      | −6,7 / 20    | 16,1 / 61    |
| Dezember  | 4 / 39,2     | 7 / 44,6     | −11,1 / 12   | 13,9 / 57    |

## Bevölkerung

### Einwohnerentwicklung
| Jahre            | Bevölkerung |
| ---------------- | ----------- |
| 1801 (Zählung)   | 1.958       |
| 1850 (Schätzung) | 5.000       |
| 1901 (Schätzung) | 67.354      |
| 1950 (Schätzung) | 77.000      |
| 2001 (Zählung)   | 71.980      |
| 2011 (Zählung)   | 69.087      |
| 2021 (Zählung)   | 67.400      |

### Religion
| Religion                                                        | Gesamtbevölkerung |
| --------------------------------------------------------------- | ----------------- |
| Christ                                                          | 58.322            |
| Keine Religion                                                  | 7.769             |
| Religionsgemeinschaft, die in der Befragung nicht angegeben war | 5.465             |
| Moslems                                                         | 1.820             |
| Jüdisch                                                         | 260               |
| Andere Religion                                                 | 93                |
| Buddhistisch                                                    | 72                |
| Hinduistisch                                                    | 46                |
| Sikh                                                            | 6                 |

## Trivia
- Im Hafen von Barrow befindet sich eine der führenden Werften in England und die einzige U-Boot-Werft Englands.
- Im Hafen von Barrow befindet sich die größte Marineschiffbauhalle in Europa (BAE Devonshire Dock Hall), die länger ist, als das größte Gebäude von Europa hoch ist (Triumph-Palace in Moskau).
- Vor den 1870er Jahren war Barrow der wichtigste Standort der Stahlindustrie der Welt.
- Es ist überliefert, dass in Barrow Anfang des 19. Jahrhunderts das erste japanische Restaurant in England überhaupt eröffnet wurde.
- 2002 litt Barrow unter dem schlimmsten Ausbruch der Legionellose des Landes mit 7 Todesfällen und 172 Krankheitsfällen.
- Vor der Küste befinden sich die Barrow Offshore Wind Farm und der Offshore-Windpark Ormonde.

## Persönlichkeiten

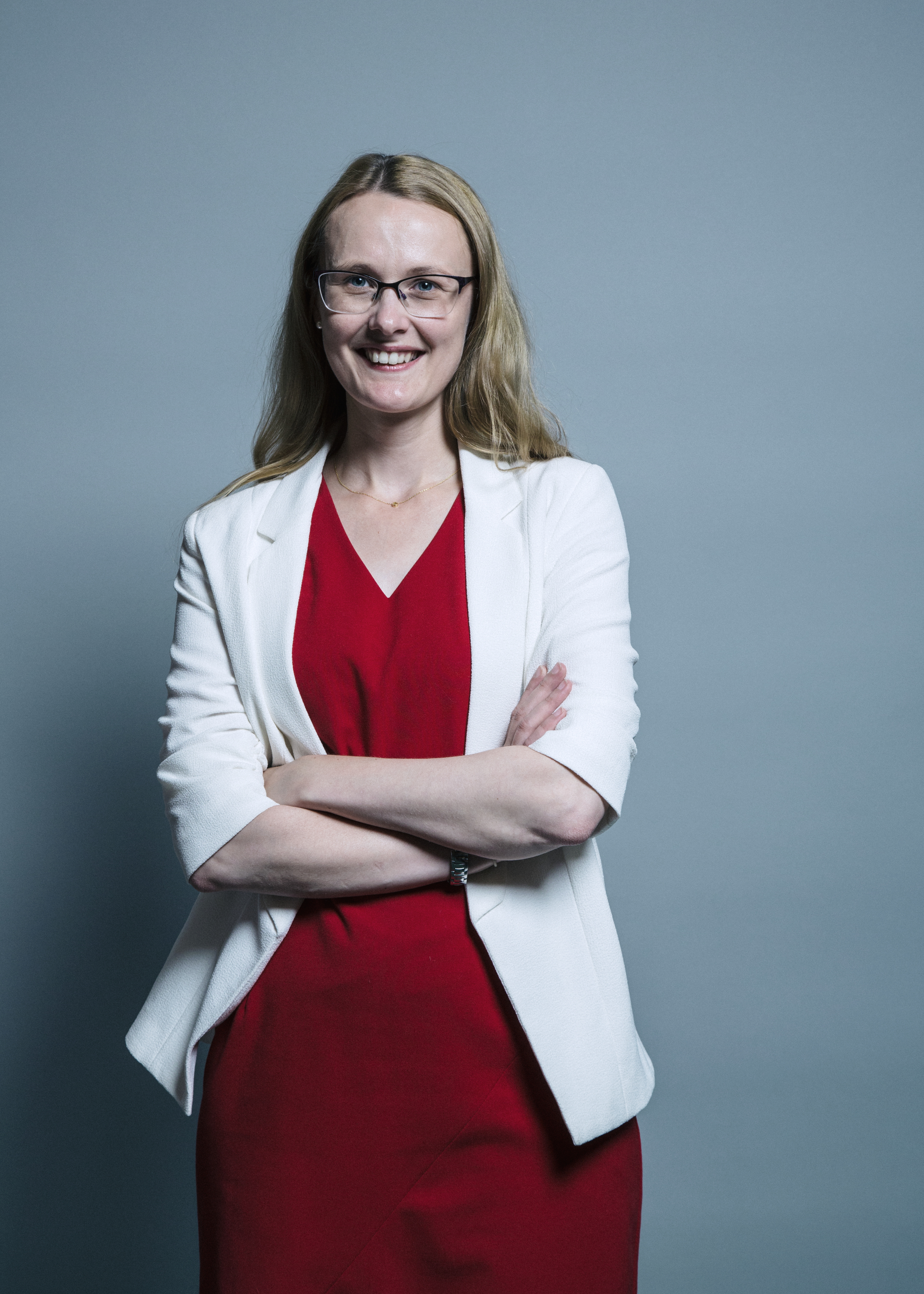
Cat Smith

- Aim (* 1970), Musiker, DJ und Produzent
- Caroline Alexander (* 1968), Radrennfahrerin
- Grian Chatten (* 1995), irisch-britischer Sänger
- Glenn Cornick (1947–2014), Rockmusiker
- Ben Davies (* 1995), Fußballspieler
- William Henry Eccles (1875–1966), Physiker
- Emlyn Hughes (1947–2004), Fußballspieler
- Kenneth L. Johnson (1925–2015), Professor für Mechanik
- Nigel Kneale (1922–2006), Schriftsteller und Drehbuchautor
- Liam Livingstone (* 1993), Cricketspieler
- Cat Smith (* 1985), Politikerin
- Georgia Stanway (* 1999), Fußballspielerin
- Gary Stevens (* 1963), Fußballspieler
- Ron Suart (1920–2015), Fußballspieler und -trainer
- David Tattersall (* 1960), Kameramann

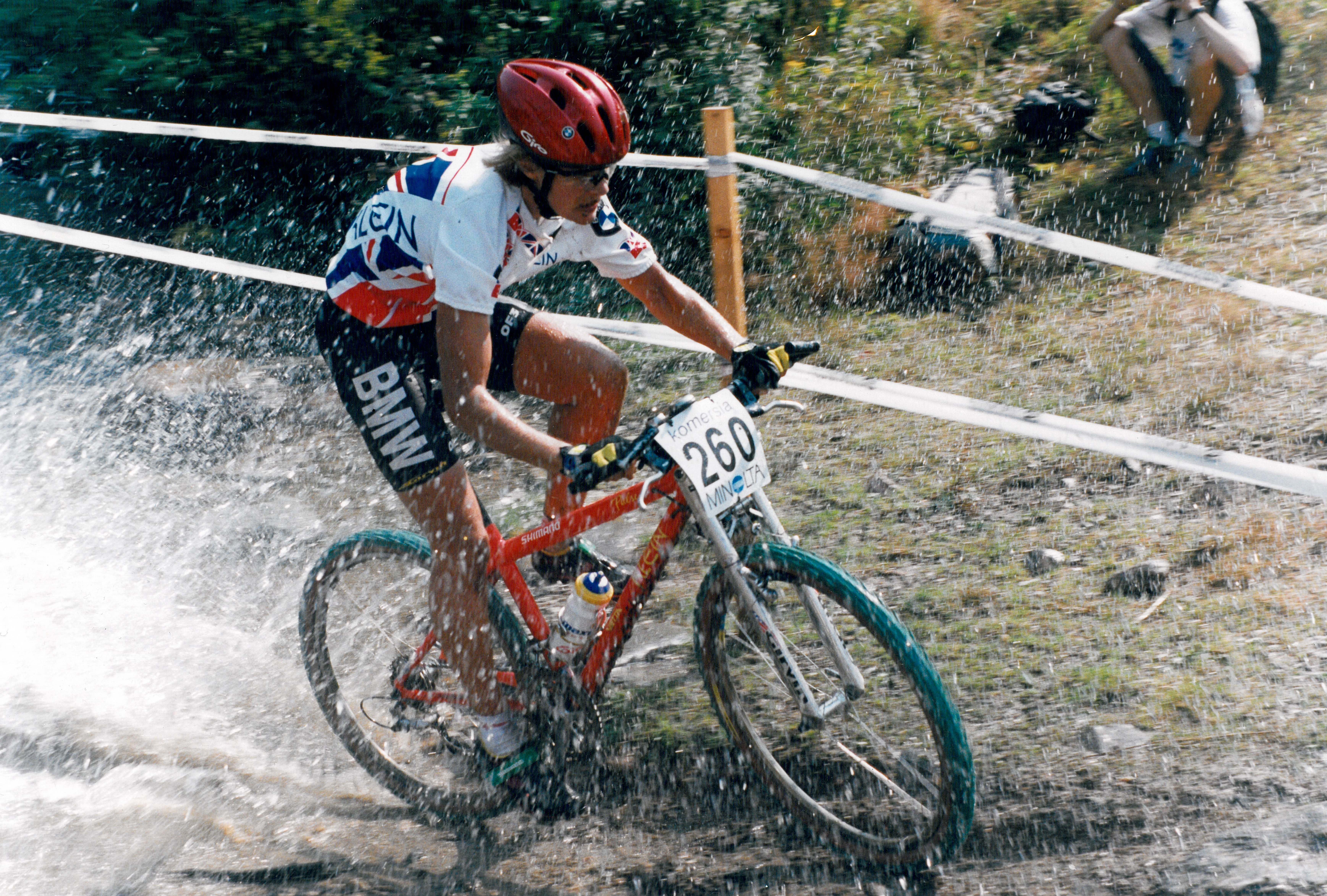
Caroline Alexander
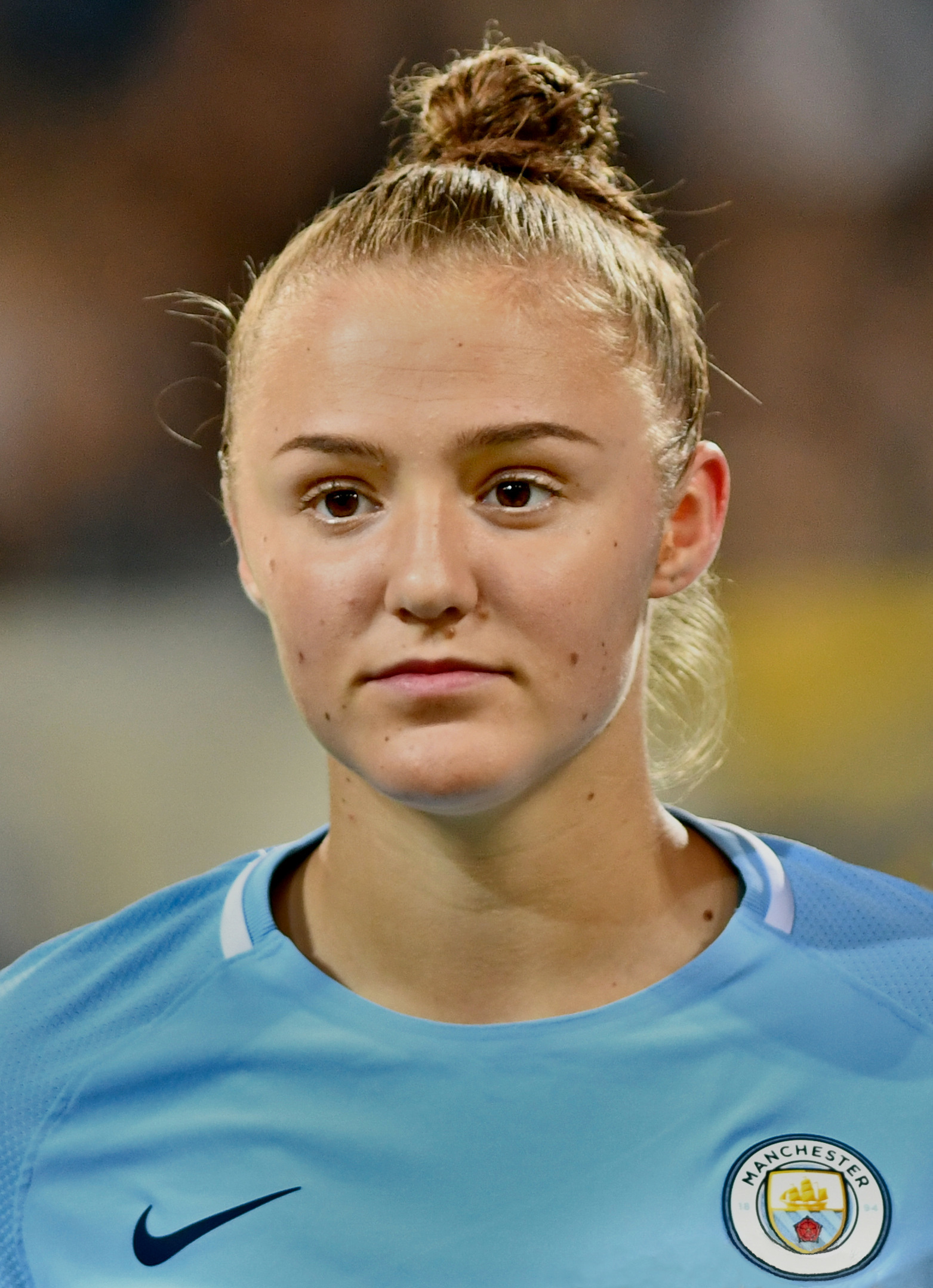
Georgia Stanway
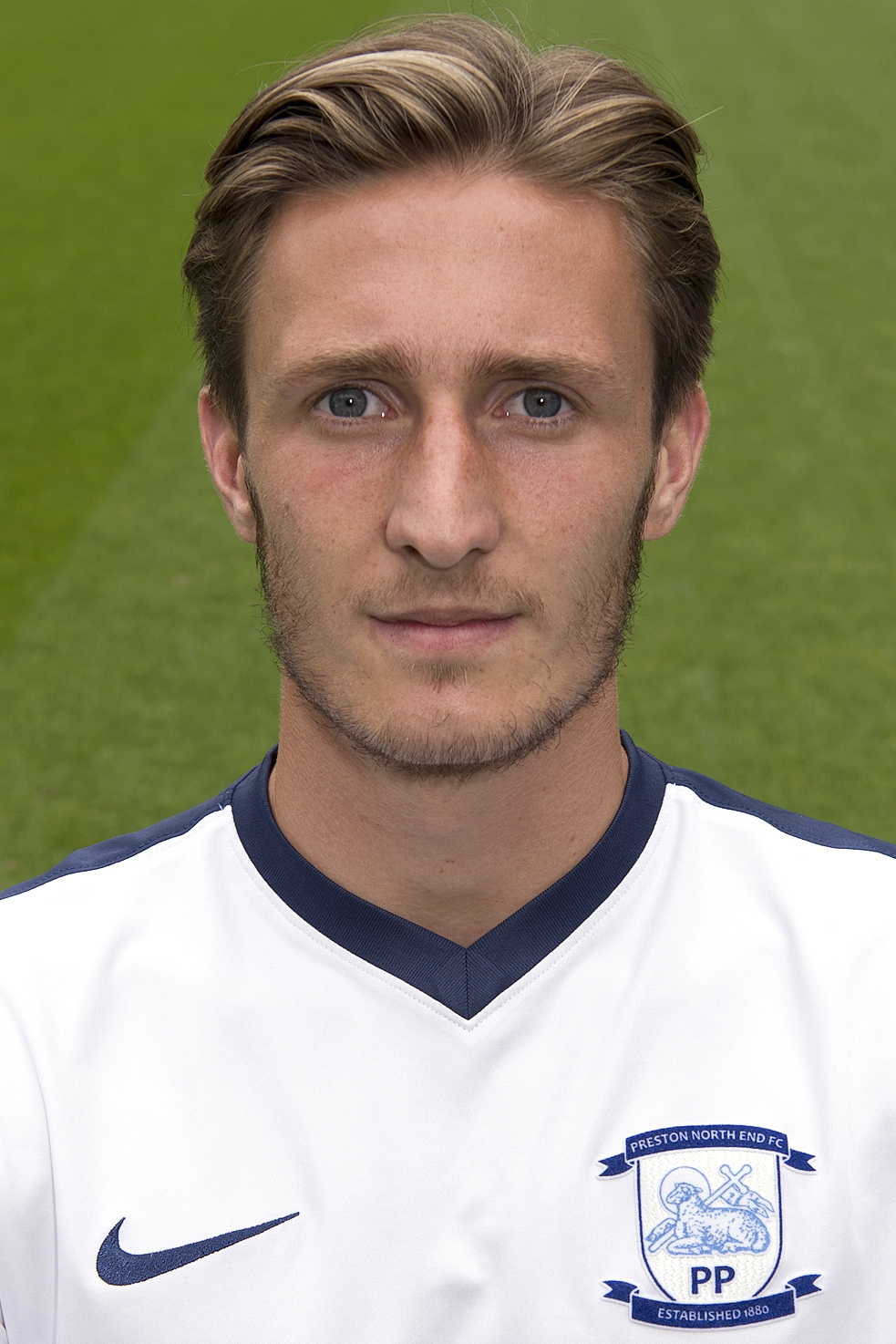
Ben Davies